# Hussayn Bayqara
Hussayn Bayqara o estrictament Hussayn ibn Mansur ibn Bayqara (juny de 1438 - 4 de maig de 1506) (persa حسین بایقرا) fou un sobirà timúrida, governant d'Herat del 1469 al 1506 (excepte una breu aturada el 1470). El seu nom apareix també com Sultan Husayn Baykara, Husayn Mirza Baykara i Sultan Husayn Mirza Baykara; aquest darrer nom apareix com Baykara, Baykarah, Baiqara i Bayqarah.

## Primers anys i linatge
El seu pare Mansur ibn Baykara va morir vers 1445. El 1452 va entrar al servei de Abu l-Kasim Babur ibn Baysunkur, el sultà successor de Shah Rukh (que des de 1451 governava també a Kabul). A la mort de Babur el 1457 el Khorasan fou envaït pel sultà timúrida de Samarcanda, Abu Said ibn Muḥammad ibn Miranshah ibn Timur, que el 1459 va prendre el poder a Herat (durant deu anys) i Husayn va esdevenir un senyor de la guerra al servei de Muizz al-Din Sandjar, que dominava Merv, Makhan i Djam i es va casar amb la seva filla (amb la que va tenir al seu fill gran, Badi al-Zaman, el seu successor el 1506).
Després va lluitar pel seu propi compte i es va apoderar de Gurgan, que era dels aq qoyunlu i es va estendre cap al Mazanderan. Inicialment va temporitzar amb Abu Said, però quan aquest el 1460 va haver de combatre una revolta a Transoxiana, va atacar Herat (1461) però fou rebutjat i es va haver de refugiar a Coràsmia des d'on a partir del 1464 va fer diverses incursions de pillatge cap al Khorasan. Durant anys va lluitar contra Abu Said i els seus fills i es va aliar als uzbeks.

## Rei de Khorasan
El 1469, a la mort d'Abu Said en lluita contra els aq qoyunlu, el seu fill Sultan Mahmud va entrar a Herat amb un exèrcit el dia 16 de març però en acostar-se Husayn Baykara es va retirar i aquest darrer es va proclamar sultà el 24 de març de 1469. Sultan Ahmad, germà de Sultan Mahmud, va marxar des de Samarcanda decidit a reconquerir Herat, però després d'una entrevista amb el seu germà es va retirar. Mentre Uzun Hasan dels aq qoyunlu, va enviar al seu vassall, el príncep timúrida Yadgar o Yadigar Muhammad a conquerir Khorasan. Husayn va derrotar a Yadigar a la batalla de Chinaran (15 de setembre de 1469), però el derrotat va rebre reforços; Uzun Hasan va exigir a Husayn l'entrega d'alguns oficials aq qoyunlu que havien desertat cap a Herat, però el sobirà s'hi va negar. Yadigar va romandre al Khorasan i progressivament les desercions van minar l'esperit de les forces de Husayn que va acabar fugint d'Herat, que fou ocupada per Yadigar Muhammad el 7 de juliol de 1470. Però Husayn va reunir noves forces i al cap de sis setmanes es va presentar al Khorasan, va derrotar les forces del sultà de Samarcanda que avançaven cap al Khorasan, i va enfrontar a Yadigar al que va fer presoner i va executar.
Es va veure afavorit perquè els aq qoyunlu van abandonar la idea de conquerir Khorasan i els timúrides de Transoxiana (Samarcanda) tenien dificultats internes; així es va fixar la frontera a l'oest a la zona de la mar Càspia, en una línia entre la mar, Gurgan i el llac Hamun; el riu Oxus era la frontera amb els timúrides de Samarcanda. Sultan Mahmud, germà de Sultan Ahmad de Samarcanda, governava a Hisor i va intentar conquerir Balkh (1490) amb el suport del regent del príncep local (de la casa de Husayn Baykara) però Husayn el va rebutjar. Uns anys després el govern de Balkh fou donat al seu fill Badi al-Zaman, que era governador d'Astarabad (Gurgan), però aquest va exigir que el seu fill Muhammad Mumin ocupés el seu lloc a Astarabad, i es va revoltar al no aconseguir-ho. Huseyn va derrotar el seu fill i net, i va perdonar al primer però el net fou executat. Badi es va rebel·lar altre cop al cap d'un temps (1497) i va marxar a Herat però fou derrotat; llavors Husayn Baykara va avançar cap a Balkh, defensada per Shaykh Ali Taghal que es va haver de rendir; Balkh fou donada a Ibrahim Husayn Mirza, amb el que va deixar als amirs Muhammad Wali Beg i Shah Husayn, retornant al Khorasan. Badi al-Zaman es va refugiar amb Khusraw Shah a Kunduz.
El març de 1498 Husayn va atacar a Dhu l-Nun Arghun i el seu fill Shah Shuja que donaven suport al fill rebel Badi al-Zaman, que s'havia casat amb la filla de Dhu l-Nun i germana de Shuja. Bust fou atacada i el governador es va rendir. A Bust va agafar molts materials amb els quals va retornar a Khorasan. Era la segona vegada que Baykara iniciava un atac amb un gran exèrcit i no acabava de conquerir ni Kunduz, ni Hisor ni Kandahar que eren els seus objectius; això va revoltar als begs. Husayn Baykara va enviar un exèrcit manat per Muhammad Wali Beg a deposar el seu fill Muhammad Husayn Mirza, governador d'Astarabad, que s'havia declarat hostil al pare. Aquest estava a la plana de Nishin prop d'Herat quan fou atacat sobtadament per Badi al-Zaman i Sha Shuja Beg Arghun, però casualment Masud Sultan Mirza, ex príncep d'Hisor, havia arribat amb la seva gent des de Balkh per reunir-se amb el sultà, i en aquell moment a més va retornar la força que venia d'Astrarabad i Badi al-Zaman i el beg Arghun es van haver de retirar cuita corrent. Masud fou ben rebut (era el seu gendre), però al cap de poc temps, a instigació del beg Baqi, va marxar sense demanar autorització i es va presentar a Khusraw Shah. Aquest però el va fer cegar i Masud va haver de tornar amb Baykara.

## Amenaça dels uzbeks
El 1500/1501 els uzbeks van conquerir Transoxiana dirigit per Muhammad Shaybani, i van amenaçar Khorasan. Husayn no va prendre cap mesura. Des del 1502 van començar les incursions al Khorasan i finalment el 1506 Husayn va decidir actuar, però va morir el 4 de maig de 1506. Badi al-Zaman va reclamar la successió que li va disputar el seu germà Muzaffar Husayn ibn Husayn Baikara. Al cap de pocs mesos Muhammad Shaybani va aprofitar la lluita entre els dos germans per conquerir el país entrant a Herat. Els dos fills van fugir i això fou el final de la dinastia timúrida al Khorasan.
El seu regnat fou d'un gran desenvolupament cultural; Husayn Mirza va ser patró de nombrosos savis; el més destacat fou el seu amic personal, el poeta turc Nawai; altres a esmentar foren el poeta persa Djami, l'historiador Mirkhwand, el miniaturista Nohzad i el cal·lígraf Sultan Ali Mashhadi. El mateix sultà va compondre versos encara que d'una qualitat mitjana (va escriure en turc i persa).